# أنطونيو كارلوس
أنطونيو كارلوس (بالبرتغالية: Antônio Carlos dos Santos Aguiar‏) (22 يونيو 1983 بريو دي جانيرو في البرازيل - ) هو لاعب كرة قدم برازيلي في مركز الدفاع. لعب مع أتلتيكو باراناينسي وأتلتيكو غويانيينسي وبوتافوغو ريغاتاس ونادي أجاكسيو ونادي أفاي لكرة القدم ونادي ساو باولو ونادي سيارا ونادي فلومينينسي.

## وصلات خارجية
- أنطونيو كارلوس على موقع قاعدة بيانات كرة القدم.إي يو (الإنجليزية)
- أنطونيو كارلوس على موقع ليكيب (الفرنسية)
- أنطونيو كارلوس على موقع Soccerway.com (الإنجليزية)
- أنطونيو كارلوس على موقع عالم كرة القدم.نت (الإنجليزية)
- أنطونيو كارلوس على موقع AS.com (الإسبانية)